# Ljuba Šumejko
Ljuba Šumejko (in russo e ucraino Люба Шумейко; Kiev, 8 aprile 1982) è una modella e fotografa ucraina.
Ha acquisito notorietà con le sue foto di nudo artistico.

## Biografia
Ljuba Šumejko ha studiato disegno della moda all'Università nazionale accademia Mogila di Kiev, per poi intraprendere la carriera di modella. Ha una sorella gemella, Nadja, con la quale ha posato insieme in diverse occasioni, ed è sposata con il fotografo norvegese Petter Hegre.
Dopo aver debuttato nella sua città come "regina di bellezza" di Kiev, Ljuba apparve per la prima volta sulla Rete nella rivista MET ART, e, in seguito, divenne popolare grazie al sito di Petter Hegre, Hegre-Archives (che nel dicembre 2005 ha cambiato nome in Hegre Art).
Nel 2005, ella apparve nella rivista The New Nude Magazine, fotografata da Didier Carré. Apparve anche in un numero della rivista Playboy nel marzo del 2005 e della rivista Perfect 10 nell'agosto del 2006, oltre al libro di fotografia di nudo Luba, pubblicato nel 2005 in Francia da La Musardine.